# Karol Filip Orleański
Charles-Philippe Marie Louis d’Orléans, wnuk Francji (Petit-Fils de France, ur. 3 marca 1973 w Paryżu), książę Andegawenii, najstarszy syn Michała Orleańskiego, hrabiego d’Évreux, i Beatrice de Pasquier de Franclieu, córki Bruno de Pasquier de Franclieu, hrabiego de Pasquier de Franclieu. Jest wnukiem Henryka Orleańskiego, hrabiego Paryża, uznawanego przez stronnictwo orleańskie za króla Francji i Nawarry Henryka VI. Karolowi Filipowi przysługuje więc tytuł „wnuka Francji” i predykat „Jego Królewskiej Wysokości”.
Naukę odebrał w liceum francuskim w Madrycie. Następnie studiował na École Interarmées du Renseignement et des Etudes Linguistics w Strasburgu. Uzyskał stopień magistra informatyki. Był członkiem misji ONZ w Rwandzie w 1994 r., Bośni i Hercegowinie, Macedonii, Kosowie, Timorze Wschodnim i w Abidżanie w Wybrzeżu Kości Słoniowej.
8 grudnia 2004 r. otrzymał tytuł księcia Andegawenii od swojego stryja, Henryka, pretendenta Henryka VII, głowy Królewskiego Domu Francji. Nadanie tego tytułu wzbudziło pewne kontrowersje, gdyż używa go również Ludwik Alfons Burbon, legitymistyczny pretendent do tronu Francji jako Ludwik XX. Aby uniknąć kłopotów, Henryk VII poprosił kuzyna Ludwika XX, króla Hiszpanii Jana Karola o potwierdzenie tytułu dla Karola Filipa, co król Hiszpanii uczynił, mimo protestów legitymistów.

## Wojskowy i Szpitalny Zakon św. Łazarza z Jerozolimy
W 2004 r. książę Karol Filip został wybrany wielkim mistrzem odłamu Zakonu Rycerzy św. Łazarza określanego mianem Obediencji Orleańskiej. W tym okresie Zakon, który powstał w czasach wypraw krzyżowych i od XIII w. (czasów króla Filipa III Śmiałego) do XVIII w. znajdował się pod protekcją królów Francji, miał dwie historyczne obediencje - Maltańską i Paryską. Kiedy w 2004 r. doszło do połączenia tych dwóch struktur część członków dawnej Obediencji Paryskiej nie uznała tego porozumienia i powołała swoją strukturę zakonną pod protektoratem tytularnego Henryka VII Orleańskiego. Nominacja księcia Andegawenii wzbudziła wiele kontrowersji w podzielonym zakonie. Ostatecznie książę nie został uznany przez połączone obediencje historyczne i Obediencja Orleańska stworzyła w świecie równoległą strukturę Zakonu Rycerzy św. Łazarza.
Karol Filip ufundował Fundację św. Łazarza finansowaną przez World Society, która zajmuje się problemem zapotrzebowania na wodę w przyszłości. W 2006 r. książę wystąpił w telewizyjnym programie TF1 Je suis une célébrité, sortez-moi de là. 9 listopada 2006 r. Karol Filip i trzy inne osoby zostali tymczasowo zatrzymani przez policję pod zarzutem oszczerstwa, fałszerstwa dokumentu i podania fałszywej tożsamości. Zatrzymani zostali jednak uwolnieni już następnego dnia i jeszcze tego samego wieczoru książę wybrał się na galę Suwerennego Rycerskiego Zakonu Szpitalników św. Jana z Jerozolimy z Rodos i z Malty razem z księciem de Braganca. Jednakże w 2010 roku został za to przewinienie skazany na dwa miesiące więzienia z zawieszeniem.

## Rodzina
We wrześniu 2007 Karol Filip zaręczył się z Dianą Marianą Vitórią Álvares Pereira de Melo (ur. 1978), księżną Cadaval, najstarszą córką Jaime’ego III Álvares Pereira de Melo, księcia Cadaval i jego drugiej żony - Claudine Marguerite Marianne Tritz. Ich ślub odbył się 21 czerwca 2008, w katedrze w Évora. Pannę młodą do ołtarza poprowadził jej ojciec chrzestny - książę de Braganca. Ceremonii przewodniczył emerytowany arcybiskup Evora - Jorge Quintal Maurílio de Gouveia. Świadkami na ślubie byli m.in. Jan Orleański, książę Vendôme (kuzyn pana młodego), Franciszek Orleański (młodszy brat pana młodego), Isabel, księżna Bragança, oraz Aleksandra de Cadaval (młodsza siostra panny młodej). Para ma córkę:
- Izabelę Orleańską (ur. 22 lutego 2012, w Lizbonie).

Księżniczka Izabela została nazwana na cześć swojej prababki - Izabeli Orleańskiej-Bragança, księżniczki brazylijskiej i hrabiny Paryża.